# Charron, Girardot et Voigt

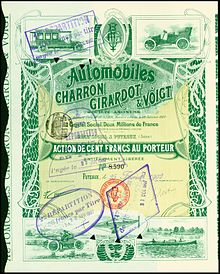
Selo postal da Automobiles Charron, Girardot & Voigt SA, emitido em 25 de fevereiro de 1902.

Automobiles Charron, Girardot & Voigt SA (marca registrada C.G.V.) foi uma fabricante francesa de motores fundada pelos ciclistas e motoristas de corrida Fernand Charron, Léonce Girardot e Carl Voigt. Eles abriram uma das primeiras concessionárias de carros francesas em 1897, na Avenue de la Grande Armée, em Paris, e competiram com a Panhard et Levassors nos principais eventos de automobilismo. 
Os automóveis Charron, Girardot et Voigt SA exibiram seu primeiro carro em 1901. Em 1902 iniciaram a produção do "1902" um carro blindado com uma metralhadora de 7 mm acoplada, usada pelo exército russo. Em 1904, eles produziram 216 carros com motores 4 cilindros, vendidos por até £ 1200 na Inglaterra.
A Automobiles Charron, Girardot e Voigt SA tornou-se a Automobiles Charron em 1906, quando Léonce Girardot e Carl Voigt saíram, continuando a operar até 1930.

Em maio de 1905, Madame Camille du Gast competiu na corrida trans-mediterrânea de Argel a Toulon, tendo construído o barco com casco de aço, de 13 m, batizado de Camille, especificamente para o evento, equipado com um motor Charron, Girardot et Voigt de 90 cavalos.